# Lôh-Djiboua
Lôh-Djiboua  est une  régions  situé au sud-ouest de la Côte d'Ivoire.  La régions du Gôh-Djiboua constitue avec la région du Gôh, le district du Gôh-Djiboua.

## Description
Crée en 2011, son siège régional est Divo et s'étent sur une superficie de 10 650 km2.

## Politique
Rolland Zakpa Komenan (Rassemblement des républicains, RDR) est élu président du conseil régional lors de l'élection régionale d'avril 2013 avec 36,1 % des voix face au candidat du Parti démocratique de Côte d'Ivoire – Rassemblement démocratique africain (PDCI) Dominique Babli (33,3 %). Soutenu par le Rassemblement des houphouëtistes pour la démocratie et la paix (RHDP), Zakpa Komenan est réélu lors de l'élection régionale d'octobre 2018 face au même candidat du PDCI, Dominique Babli. L'élection est annulée après la contestation de Babli qui dénonce des fraudes. Une nouvelle élection se déroule en décembre 2018 que Zakpa Komenan remporte avec 41,6 % des voix, contre 40,8 % à Babli. Le taux de participation est de 22,4 %,. Malade, Zakpa Komenan meurt en mai 2021. Lors de l'élection de septembre 2023, Amédé Koffi Kouakou, candidat du RHDP, est largement élu avec 67,2 % des voix devant Moïse Lida Kouassi (PPA-CI, 20,0 %) et Dominique Babli (PDCI, 12,8 %).

## Démographie
La région compte 1 103 158 habitants.